# Atomaria testacea
Atomaria testacea är en skalbaggsart som beskrevs av Stephens 1830. Atomaria testacea ingår i släktet Atomaria, och familjen fuktbaggar. Arten är reproducerande i Sverige.